# Kirgisische Akademie der Wissenschaften
Die Kirgisische Akademie der Wissenschaften ist ein Forschungsinstitut im zentralasiatischen Staat Kirgisistan.

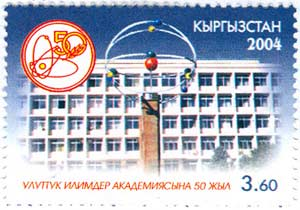
Kirgisische Briefmarke, die der Akademie der Wissenschaften gewidmet ist

## Geschichte
Die Kirgisische Akademie der Wissenschaften hat ihren Ursprung im Jahr 1924, als das akademische Zentrum der autonomen Oblast Kirgisistan gegründet wurde. 1943 wurde ein Ableger der Akademie der Wissenschaften der UdSSR in Kirgisistan gegründet, 1954 wurde die Institution maßgeblich umgestaltet. Nach dem Zusammenbruch der Sowjetunion und der Unabhängigkeit der Republik Kirgisistan im Jahr 1991 wurde der kirgisische Ableger der sowjetischen Akademie der Wissenschaften im Jahr 1993 per Regierungsdekret in eine nationale Institution, die heutige Kirgisische Akademie der Wissenschaften, umgewandelt.

## Ziel
Die Kirgisische Akademie der Wissenschaften hat sich eine Reihe von Zielen gesetzt, die der wissenschaftlichen Arbeit zu Grunde liegen:
- Grundlegende Forschungen vorantreiben und neue Erkenntnisse über Natur und Gesellschaft zu gewinnen
- neue Möglichkeiten durch notwendiges Wissen begleiten
- Kirgisische Technologien und Erzeugnisse international wettbewerbsfähig machen
- Fachgebiete für die Forschung im Land etablieren
- Innovation und Wachstum durch die Vernetzung akademischer Erkenntnisse sichern[2]

## Forschung
Die kirgisische Akademie der Wissenschaften ist in zahlreichen Bereichen der Forschung aktiv. Zu den Schwerpunkten zählen Geologie und Energie, Medizin, regionale Geschichte, Chemie, Landwirtschaft und Sozialwissenschaften.

### Projekte
Eine Auswahl der bekanntesten Projekte und Forschungsergebnisse der Akademie:
- Ende der 1950er-Jahre war die Kirgisische Akademie der Wissenschaften an der Erstellung des ersten kirgisisch-russischen Wörterbuchs beteiligt
- in den 1960er-Jahren wurde eine Karte der seismisch aktiven Zonen in Kirgisistan erstellt
- in den 1970er-Jahren züchteten Wissenschaftler der kirgisischen Akademie eine neue Schafsrasse
- die Akademie richtet seit den 1990er-Jahren eine Konferenz kirgisischer Wissenschaftler aus
- Funde am Grund des Issyk-Kul-Sees belegen die Existenz antiker und mittelalterlicher Kulturen in der Region
- ein Institut unter dem Dach der Akademie beschäftigt sich mit Fragen der Wasserversorgung, die in Kirgisistan und in ganz Zentralasien von immenser Bedeutung sind[4][5]

## Präsidenten

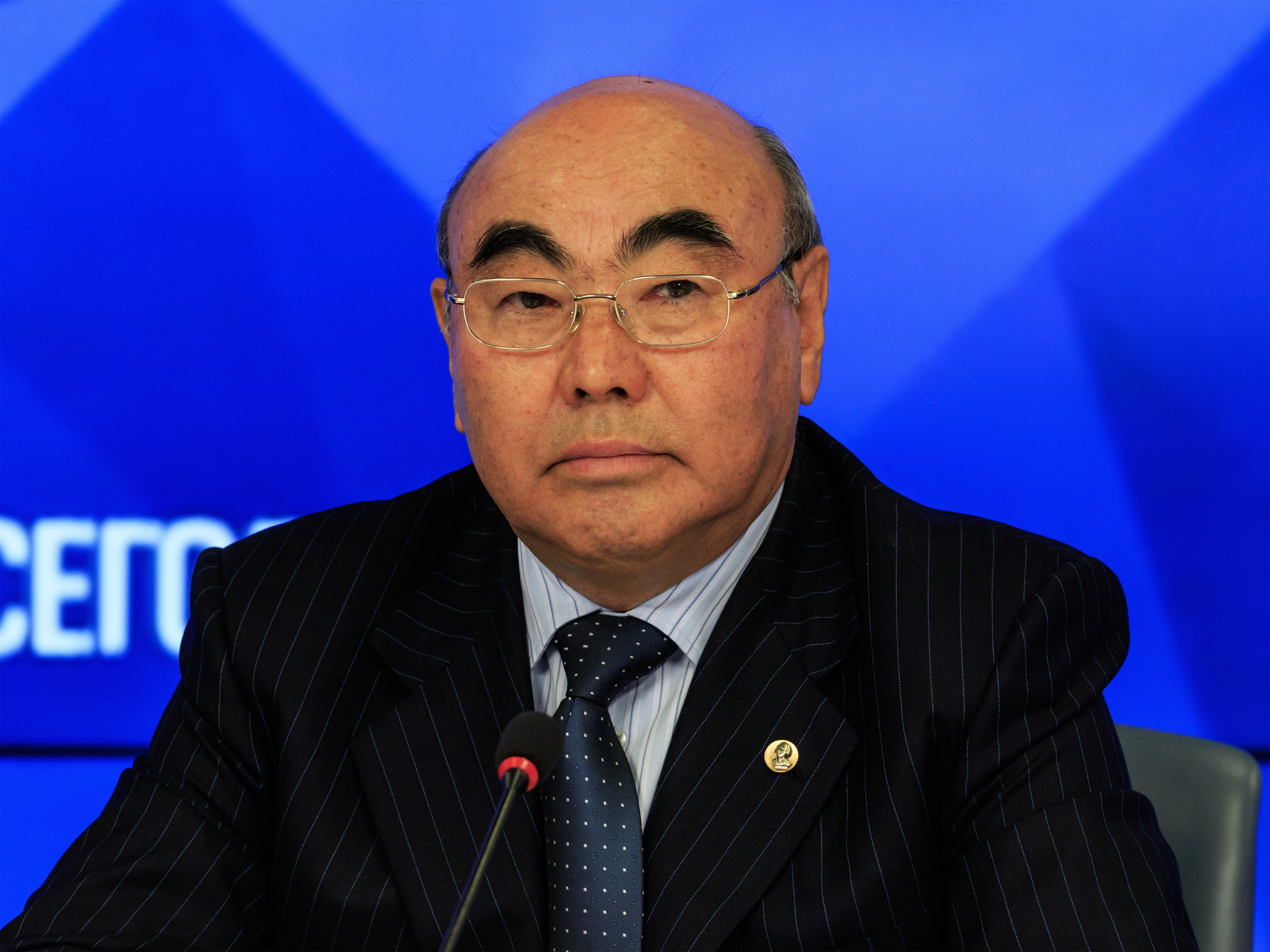
Askar Akajew, ehemaliger Präsident der Akademie, später Präsident Kirgisistans

Übersicht der Präsidenten der Kirgisischen Akademie der Wissenschaften seit der Gründung der Akademie im Jahr 1943.
| Name                             | Beginn der Präsidentschaft | Ende der Präsidentschaft |
| -------------------------------- | -------------------------- | ------------------------ |
| Skryabin, Konstantin Ivanovich   | 1943                       | 1952                     |
| Ahunbaev, Isa Konoevich          | 1952                       | 1960                     |
| Karakeev, Kurman-Ghali           | 1960                       | 1978                     |
| Adyshev, Musa Mirzapayazovich    | 1978                       | 1978                     |
| Imanaliev, Murzabek Imanalievich | 1979                       | 1986                     |
| Laverov, Nokolay Pavlovich       | 1987                       | 1989                     |
| Akajew, Askar                    | 1989                       | 1990                     |
| Aitmatov, Ilgiz Torokulovich     | 1990                       | 1993                     |
| Koichuev, Turar Koichuevich      | 1993                       | 1997                     |
| Jeenbekov, Janybek Jeenbekobich  | 1997                       | 2007                     |
| Jorobekova, Sharipa Jorobekovna  | 2007                       | 2012                     |
| Erkebav, Abdygany Erkebaevich    | 2012                       | 2017                     |
| Dzhumataev, Murat Sadyrbekovich  | 2017                       | amtierend                |